# Fearful Bones (album)
Fearful Bones er debutalbum fra The Courage, tidligere kendt som "Noah Gundersen & the Courage". Albummet blev indspillet i en lade i Sisters, Oregon af Matt Lee, der spillede og produceret albummet, i sommeren 2010. Den blev udgivet på bandets præstation i Crocodile Cafe i Oregon. I september, startede deres salgsfremmende tour of the West Coast.

## Spor
| #   | Titel            | Længde |
| --- | ---------------- | ------ |
| 1.  | "Summer Sky"     | 4:03   |
| 2.  | "Fearful Bones"  | 4:03   |
| 3.  | "Frequency"      | 4:13   |
| 4.  | "Hard Parts"     | 3:25   |
| 5.  | "Chances"        | 4:53   |
| 6.  | "451"            | 5:04   |
| 7.  | "Black Dress"    | 5:38   |
| 8.  | "Wandering Bird" | 3:52   |
| 9.  | "Wedding Song"   | 3:43   |
| 10. | "Moles"          | 6:00   |
| 11. | "East of Eden"   | 6:14   |

## Spillere
- Noah Gundersen – guitar/vokal
- Abby Gundersen – violin/vokal
- Travis Ehrentrom – basguitar
- Ivan Gunderson – trommer
- Matt Lee – produktion/mixer